# Splitterherz
Splitterherz ist ein Fantasy- und Liebesroman für Jugendliche und der Debütroman der Heidelberger Autorin Bettina Belitz. 

## Daten
Splitterherz, erschienen 2010,  ist der erste Band einer Trilogie, deren zweiter Teil unter dem Titel Scherbenmond 2011 und der dritte Teil Dornenkuss 2012 erschienen ist. Die gesamte Trilogie erschien bei script5 des LOEWE Verlages. Splitterherz erschien auch als Hörbuch im Hörverlag, München 2010.

## Inhalt
Die Geschichte spielt im Westerwald in einem Ort namens Kaulenfeld. Protagonistin ist die  17-jährige Elisabeth Sturm, kurz Ellie, die es von Köln in das Dörfchen Kaulenfeld verschlägt, wo  ihr Vater  einen Arbeitsplatz gefunden hat. Ellie ist unglücklich wegen des  Umzugs und möchte am liebsten wieder bei ihren alten Freunden in ihrer ehemaligen Kölner Schule sein. Auf der neuen Schule findet sie  kaum Freunde, ihre Sprechweise und ihre Kleidung missfallen ihren Klassenkameradinnen. Eines Tages lernt sie zufällig Colin Jeremiah Blackburn kennen, einen jungen Mann von 20 Jahren. Colin ist Karate-Sportler, wirkt  arrogant und unnahbar, ihn umgibt eine  dunkle, geheimnisvolle Aura und Ellie fühlt sich zu ihm hingezogen. 
Es ereignen sich merkwürdige Dinge und  Ellie findet heraus, dass Colin  ein Cambion ist, d. h. ein Mensch, der aus einer Verbindung einer Frau mit einem Dämon entstanden ist, dass Colins Mutter Tessa eine Nachtmahrin ist, die sich des Kindes einer Menschenmutter bemächtigt hat.

## Ausgabe
- Bettina Belitz: Splitterherz. Script 5, Bindlach 2010, ISBN 978-3-8390-0105-9.